# ABAP

SAP 시스템 아키텍처

ABAP (Advanced Business Application Programming, originally Allgemeiner Berichts-Aufbereitungs-Prozessor = general report creation processor)는
협업 비즈니스 솔루션 회사 SAP AG가 개발한 고급 프로그래밍 언어이다. 고급 비즈니스 응용 프로그램을 만드는 언어이기도 하다.

## 개요
ABAP이라는 프로그래밍 언어는 4세대 언어로, 기존의 3세대 언어 C나 C++, JAVA 보다 자연어에 더 가깝다. 이 언어는 SAP사에서 제공하는 ERP 소프트웨어인 SAP R/3 시스템을 회사에 맞게 구축하는 데 쓰이는 SAP R/3에 기반을 둔 언어이다. 오른쪽의 그림은 SAP R/3 시스템 구조이다. ABAP 프로그래밍은 데이터베이스를 짜거나 구성 요소를 만드는 것이 아니라 GUI 계층과 응용 프로그램 계층 사이에서 비즈니스 프로세스(Business process)에 따라 사용자가 원하는 기능을 가진 프로그램을 제공하도록 개발하는 것이다.

## ABAP 프로그램 구조 및 흐름
구조적인 측면에서 ABAP은 선언, 모듈, 이벤트, 서브루틴으로 나눌 수 있다. 선언부에서는 다른 언어와 마찬가지로 변수의 자료형이나 참조부분을 정의해 주는 부분이다. Dialog 모듈은 입출력에 대한 처리, 이벤트 부분은 실질적은 프로그램 코딩 부분이며 이벤트의 시작점이다. 서브루틴은 사용자(개발자)가 정의한 함수를 말한다. ABAP 프로그램의 기본적인 흐름을 살펴보면, 먼저 프로그램을 시작하고, 초기화, 개발자가 구성한 입력조건 화면을 생성한 뒤 사용자가 검색하고자 하는 조건을 입력하면 그것을 개발자가 검색 내용에 알맞은 내용을 데이터베이스에서 검색하여 사용자가 볼 수 있도록 출력하는 흐름을 가진다.

## 헬로 월드 프로그램
```
REPORT
 
TEST
.

WRITE
 
'Hello World'
.

```

## ABAP 개발도구
ABAP를 위한 부가적인 개발도구로 다음과 같은 것이 있다.
- ABAP Editor(SE38)-보통 소스를 편집하는 도구로서 프로그램을 생성하거나 수정, 조회, 속성을 정의할 수 있다.
- ABAP Dictionary(SE11)-테이블, 자료형 등을 정의하고 수정, 삭제할 수 있는 도구이다.
- Screen Painter(SE51)-사용자가 사용하는 대화 상자 화면을 만들 수 있는 도구이다
- Menu Painter(SE41)-대화 상자를 꾸밀 수 있는 도구이다.
- Function Builder(SE37)-function 모듈을 생성, 수정, 삭제하는 도구이다.
- Class Builder(SE24)-global 클래스와 인터페이스를 유지하기 위한 도구이다.
- Object Navigator(SE80)-위의 모든 것을 사용할 수 있는 만능 도구이다.

## 같이 보기
- ERP 소프트웨어
- 통합 인증